# Índice de precios variable
El índice de precios variable (IVP) es un tipo de moneda reajustable creado en 1983 por el Banco Central de Chile, para refinanciar deudas hipotecarias pactadas en UF (Unidad de Fomento) y que de otra forma iban a quedar impagas. 
EL IVP actualmente no se usa para pactar créditos, siendo la UF la única moneda reajustable válida, reconocida por el Banco Central para medir la reajustabilidad de los créditos.
- Datos: Q6174445